# 万古胺
万古胺是一种含氮化合物，分子式C7H15NO3，属于一种氨基糖，是萬古黴素、氯东方菌素、奥利万星等糖肽类抗生素的组成成分。